# DIN 276
Die DIN 276 ist eine DIN-Norm, die im Bauwesen zur Ermittlung der Projektkosten sowie als Grundlage der Honorarberechnung nach HOAI für Architekten und Ingenieure dient.

## Geltungsbereich
„Diese Norm gilt für die Kostenplanung im Bauwesen, insbesondere für die Ermittlung und die Gliederung von Kosten. Sie erstreckt sich auf die Kosten von Hochbauten, Ingenieurbauten, Infrastrukturanlagen und Freiflächen sowie die damit zusammenhängenden projektbezogenen Kosten.
Diese Norm betrifft die Kosten für den Neubau, den Umbau und die Modernisierung von Bauwerken und Anlagen. Für Nutzungskosten im Hochbau gilt DIN 18960.“

## Stufen der Kostenermittlung
Im Wesentlichen werden in der DIN 276 folgende sechs Stufen der Kostenermittlung und die Kostengliederung festgelegt.
Einmalig im Projekt (mit Planungsfortschritt bzw. Leistungsphase (LPH) der HOAI):
- Kostenrahmen (Bedarfsplanung nach LPH 0 oder 1)
- Kostenschätzung (Vorplanung nach LPH 2)
- Kostenberechnung (Entwurfsplanung nach LPH 3)
- Kostenvoranschlag (Ausführungsplanung und Vorbereitung der Vergabe nach LPH 6)
- Kostenanschlag (Mitwirkung bei der Vergabe nach LPH 8)
- Kostenfeststellung (Objektbetreuung nach LPH 9)

## HOAI und Kostenermittlungen nach DIN 276
In der HOAI 2009, 2013 und 2021 wird noch immer auf die veraltete Fassung DIN 276-1:2008-12 verwiesen – nur zur Anwendung bei der Projektbearbeitung und Honorarermittlung. Ausnahmen existieren aufgrund gesonderter Regelungen wie z. B. beim Straßen- oder Brückenbau durch öffentliche Auftraggeber. Unabhängig von dem Verweis auf veraltete Normen, nennt die HOAI nicht alle sechs Stufen der Kostenermittlung nach DIN. Demzufolge müssen Auftraggeber davon ausgehen, dass zusätzliche Honorare als besondere Leistungen nach HOAI verlangt werden, wenn beispielsweise ein Kostenrahmen oder ein Kostenvoranschlag nach DIN 276 erstellt werden soll. Folgende drei Stufen der Kostenermittlung sind jedoch Grundleistungen nach HOAI:
- Kostenschätzung (Vorplanung in LPH 2)
- Kostenberechnung (Entwurfsplanung in LPH 3)
- Kostenfeststellung (Objektüberwachung in LPH 8)

## Kostengruppen
Zusammenhängende Kosten werden in Kostengruppen gegliedert (auszugsweise):
- 100 Grundstück
  - 110 Grundstückswert
  - 120 Grundstücksnebenkosten
  - 130 Rechte Dritter
- 200 Vorbereitende Maßnahmen
  - 210 Herrichten
  - 220 Öffentliche Erschließung
  - 230 Nichtöffentliche Erschließung
  - 240 Ausgleichsmaßnahmen und -abgaben
  - 250 Übergangsmaßnahmen
- 300 Bauwerk – Baukonstruktionen
  - 310 Baugrube/Erdbau
  - 320 Gründung, Unterbau
  - 330 Außenwände/Vertikale Baukonstruktionen, außen
  - 340 Innenwände/Vertikale Baukonstruktionen, innen
  - 350 Decken/Horizontale Baukonstruktionen
  - 360 Dächer
  - 370 Infrastrukturanlagen
  - 380 Baukonstruktive Einbauten
  - 390 Sonstige Maßnahmen für Baukonstruktionen
- 400 Bauwerk – Technische Anlagen
  - 410 Abwasser-, Wasser-, Gasanlagen
  - 420 Wärmeversorgungsanlagen
  - 430 Raumlufttechnische Anlagen
  - 440 Elektrische Anlagen
  - 450 Kommunikations-, sicherheits- und informationstechnische Anlagen
  - 460 Förderanlagen
  - 470 Nutzungsspezifische und verfahrenstechnische Anlagen
  - 480 Gebäude- und Anlagenautomation
  - 490 Sonstige Maßnahmen für technische Anlagen
- 500 Außenanlagen und Freiflächen
  - 510 Erdbau
  - 520 Gründung, Unterbau
  - 530 Oberbau, Deckschichten
  - 540 Baukonstruktionen
  - 550 Technische Anlagen
  - 560 Einbauten in Außenanlagen und Freiflächen
  - 570 Vegetationsflächen
  - 580 Wasserflächen
  - 590 Sonstige Maßnahmen für Außenanlagen und Freiflächen
- 600 Ausstattung und Kunstwerke
  - 610 Allgemeine Ausstattung
  - 620 Besondere Ausstattung
  - 630 Informationstechnische Ausstattung
  - 640 Künstlerische Ausstattung
  - 690 Sonstige Ausstattung
- 700 Baunebenkosten
  - 710 Bauherrenaufgaben
  - 720 Vorbereitung der Objektplanung
  - 730 Objektplanung
  - 740 Fachplanung
  - 750 Künstlerische Leistungen
  - 760 Allgemeine Baunebenkosten
  - 790 Sonstige Baunebenkosten
- 800 Finanzierung
  - 810 Finanzierungsnebenkosten
  - 820 Fremdkapitalzinsen
  - 830 Eigenkapitalzinsen
  - 840 Bürgschaften
  - 890 Sonstige Finanzierungskosten

Die Nummerierung erfolgt nicht fortlaufend oder durchgehend.
Unter bestimmten Umständen (zum Beispiel Modernisierung) lässt die DIN 276:2018-12 eine ausführungs- oder gewerkeorientierte Gliederung der Kostenermittlung zu, d. h. die Kosten werden statt nach Bauteilen (zum Beispiel Wände und Decken) nach Gewerken (zum Beispiel Trockenbau und Mauerwerksarbeiten) gegliedert. Diese Gliederung vereinfacht die vom Planer gemäß HOAI zu leistende Kostenverfolgung zwischen Kostenberechnung (in der Entwurfsphase durch den Planer erstellt) und dem Kostenanschlag (in der Vergabephase der Aufträge, Auftragssummen der beauftragten Unternehmen). Auch beim Kostenanschlag und der Kostenfeststellung ist eine Gliederung nach Vergabeeinheiten zusätzlich zur Gliederung nach Kostengruppen vorzunehmen.

## Normentwicklung und -fortschreibung

### DIN 276-1:2006-11
2006 wurden Änderungen beim Titel und der Gliederung vorgenommen, um die Norm über den Hochbau hinaus für andere Bereichen des Bauwesens zu öffnen. Auch die Kostengliederung wurde redaktionell überarbeitet und damit dem Stand der Technik angepasst.

### DIN 276-1:2008-12
Mit der Neuausgabe der DIN 276-1 vom Dezember 2008 wurden die Änderung A1 vom Februar 2008 und die Berichtigung 1 vom Februar 2007 in die Norm eingearbeitet.

### DIN 276:2018-12
Die neue Norm ersetzt DIN 276-1:2008-12 Hochbau, DIN 276-4:2009-08 Ingenieurbau und DIN 277-3:2005-04.
Folgende Bereiche wurden geändert, aktualisiert oder ergänzt: Gliederung, Anwendungsbereich, Begriffe, Grundsätze der Kostenplanung und Benennung der Kostengruppen. In der KG 500 wurde der KG 540 Teil zur KG 550 verschoben.

## Entsprechung in Österreich
In Österreich entspricht die DIN 276 der ÖNORM B 1801-1.